# Eckart Kottkamp
Eckart Kottkamp (* 1939) ist ein deutscher Manager und Ingenieur der Regelungs- und Raketentechnik.

## Karriere
Kottkamp studierte bis 1966 Regelungs- und Nachrichtentechnik an der RWTH Aachen. Er promovierte 1976 zum Dr.-Ing. Von 1967 bis 1979 arbeitete er bei VFW-Fokker als Versuchsingenieur, danach bei ERNO in der Projektleitung des Spacelab. Anschließend wurde er Geschäftsleiter der Robert Bosch GmbH. Im Jahre 1983 ging er zu Jungheinrich, als Geschäftsführer Technik und ab 1988 als Vorstandsvorsitzender. Ab 1996 war er vorsitzender Geschäftsführer der Claas KGaA. 2001 bis Ende 2005 war er alleiniger Geschäftsführer bei der Hako Holding GmbH & Co. KG. Es folgten Aufsichtsratsmitgliedschaften beim Lloyd Fonds (seit 2006), der Deutschen Steinzeug Cremer & Breuer AG (2006 bis 2009), der Basler AG (seit 2009), der Kromi Logistik AG und der Elbphilharmonie Hamburg Bau GmbH & Co KG. Kottkamp ist Vorsitzender des Hochschulrates der Hochschule für Angewandte Wissenschaften Hamburg. 1996 erhielt er von ihr seine Ehrenprofessur.
Er gehört zu den Freunden und Förderern der Helmut-Schmidt-Universität und engagiert sich in der VDMA-Initiative Ingenieurausbildung.